# Rawle Marshall
Rawle Junior Kalomo Marshall, skraćeno Rawle Marshall (Georgetown, 20. veljače 1982.) američki je profesionalni košarkaš. Igra na poziciji niskog krila, a trenutačno nastupa za portorikanski Santeros de Aguada.

## Karijera
U susretu 7. kola Eurolige između Cibone i Le Mansa izabran je za MVP kola. U pobjedi od 89-70 ugradio je 21 poen (5-5 šut za dva, 2-3 za tri poena), pet skokova, tri asistencije, dvije ukradene lopte i osam iznuđenih prekršaja.
Iako je nastavio s dobrim igrama u Euroligi, Cibona raskida ugovor jer im je preskupo plaćati igrača samo za euroligaške utakmice. Tako Marshall Cibonu napušta s prosjekom od 13.1 poena i 3.6 skokova u Euroligi te s 13.5 poena i 3.1 skokom u NLB ligi. Odlazi u Rusiju i potpisuje za Lokomotiv Rostov, a detalji ugovora nisu bili poznati. Ondje je igrao vrlo solidno odigrao s prosjekom od 13.1 poena i 3.6 skokova. 24. srpnja 2009. objavljeno je da prelazi u redove španjolske Pamese Valencie. Međutim, Marshall se nije dugo zadržao u svom novom klubu. Samo četiri utakmice ACB lige i dvije Eurokupa bile su dovoljne treneru Valencije Nevenu Spahiji da zaključi kako s Marshallom više ne može, nakon što je u uzvratnoj utakmici Valencije u Eurokupu protiv Dexie Mons u završnim minutama odbio ući u igru. Tako je Marshall drugu sezonu zaredom napustio klub nedugo nakon početka sezone. 

## Incident
Tijekom utakmice između Splita i Cibone 22. studenog 2008., došlo je do tučnjave između Marshalla te nekadašnjeg igrača Zadra, Riječanina Siniše Štembergera. Pod košem je došlo do sveopće tučnjave, na teren su uletili i treneri, Slobodan Subotić i Velimir Perasović.
Siniša Štemberger je zaradio 4 šava, a Marshalla očekuje novčana kazna, a možda i kaznena prijava.
Dana 27. studenog 2008. Marshall je kažnjen s tri mjeseca zabrane igranja u NLB ligi te 6.500 eura novčane kazne, a Štemberger je dobio kaznu 3 utakmice neigranja te je morao platiti kaznu od 3 500 eura.

## Vanjske poveznice
- NBA.com profil
- NLB liga profil
- Statistika u ULEB Kupu
- Euroligaški profil i statistika